# Camarasaurus
Camarasaurus (gr. "lagarto de cámaras") es un género con tres especies conocidas de dinosaurios saurópodos camarasáuridos que vivieron a finales del período Jurásico, hace aproximadamente 155 y 145 millones de años, en el Kimmeridgiense y el Titoniense, en lo que hoy es Norteamérica y Francia. Su nombre se refiere a los huecos en las vértebras y proviene del griego καμαρα/kamara que significa "cámara", o cualquier cosa con una cubierta arqueada, y σαυρος/sauros que significa "lagarto". Era un dinosaurio cuadrúpedo y herbívoro, el más común de los saurópodos gigantes encontrado en la Formación Morrison. Esta formación, a lo largo del flanco este de las Montañas Rocallosas, es un sitio rico en fósiles de las últimas etapas Jurásicas. Una gran cantidad de especies de dinosaurios se pueden encontrar allí, incluyendo los parientes del Camarasaurus como Diplodocus, Apatosaurus y Brachiosaurus. Sin embargo, los Camarasaurus son los más abundantes de todos los dinosaurios en la formación. Ha habido un gran número de esqueletos completos recuperados en Colorado, Nuevo México, Utah y Wyoming y en la excavación  de Angeac-Charente (Francia).
Las tres consideradas válidas son Camarasaurus supremus, Camarasaurus grandis y Camarasaurus lentus.

## Descripción
Los huesos de este gran herbívoro eran mucho más gruesos que los del Diplodocus, por lo que era más pesado a pesar de tener cámaras que reducían el peso de la columna vertebral. Camarasaurus probablemente no podía pararse en sus patas traseras ya que los huesos más gruesos y las grandes extremidades delanteras indicaban que la parte frontal del cuerpo era demasiado pesada para poder levantarla del suelo. Camarasaurus se encuentra entre los dinosaurios saurópodos más comunes y frecuentemente bien conservados. El tamaño máximo de la especie más común, C. lentus, era de unos 15 metros de longitud. La especie más grande, C. supremus, alcanzó una longitud máxima de 23 metros y un peso máximo estimado de 47 toneladas.
El cráneo arqueado de Camarasaurus era notablemente cuadrado y el hocico embotado tenía muchas fenestras, aunque era robusto y es recuperado con frecuencia en buenas condiciones por los paleontólogos. Los dientes de 19 centímetros de largo tenían forma de cinceles y estaban colocados uniformemente a lo largo de la quijada. La fuerza de los dientes indica que Camarasaurus comió probablemente un material vegetal más duro que los diplodócidos de dientes delgados. Vivía en bosques de coníferas abiertos donde se encontraban por doquier plantas alimenticias duras. Anteriormente, los científicos han sugerido que Camarasaurus y otros saurópodos pueden haber tragado gastrolitos, piedras, para ayudar a triturar los alimentos en el estómago, regurgitándolos cuando se volvían demasiado lisos. Un análisis más reciente, sin embargo, de la evidencia de las piedras del estómago sugiere que este no fue el caso. Los dientes fuertes y robustos de Camarasaurus estaban más desarrollados que los de la mayoría de los saurópodos y eran reemplazados en promedio cada 62 días, lo que indica que Camarasaurus pudo masticar los alimentos en su boca hasta cierto grado antes de tragar. Otros hallazgos indican que Camarasaurus prefería vegetación diferente de la de otros saurópodos, Permitiéndoles compartir el mismo hábitat sin competir. Un espécimen de Camarasaurus llamado SMA 0002, que también ha sido asignado a Cathetosaurus de la cantera Howe-Stephens de Wyoming, conocida como "ET", muestra evidencia de tejido blando. A lo largo de la línea de la mandíbula, los restos osificados de lo que parecen haber sido las encías del animal se han recuperado, lo que indica que Camarasaurus tenía dientes profundos cubiertos por las encías, con sólo las puntas de las coronas sobresaliendo. Los dientes al momento de la muerte, eran empujados hacia afuera de sus alveolos mientras que las encias se retrajeron al secarse. Los exámenes de la muestra también indican que los dientes estaban cubiertos por duras escamas externas y posiblemente un pico de algún tipo, aunque esto no se sabe con certeza.

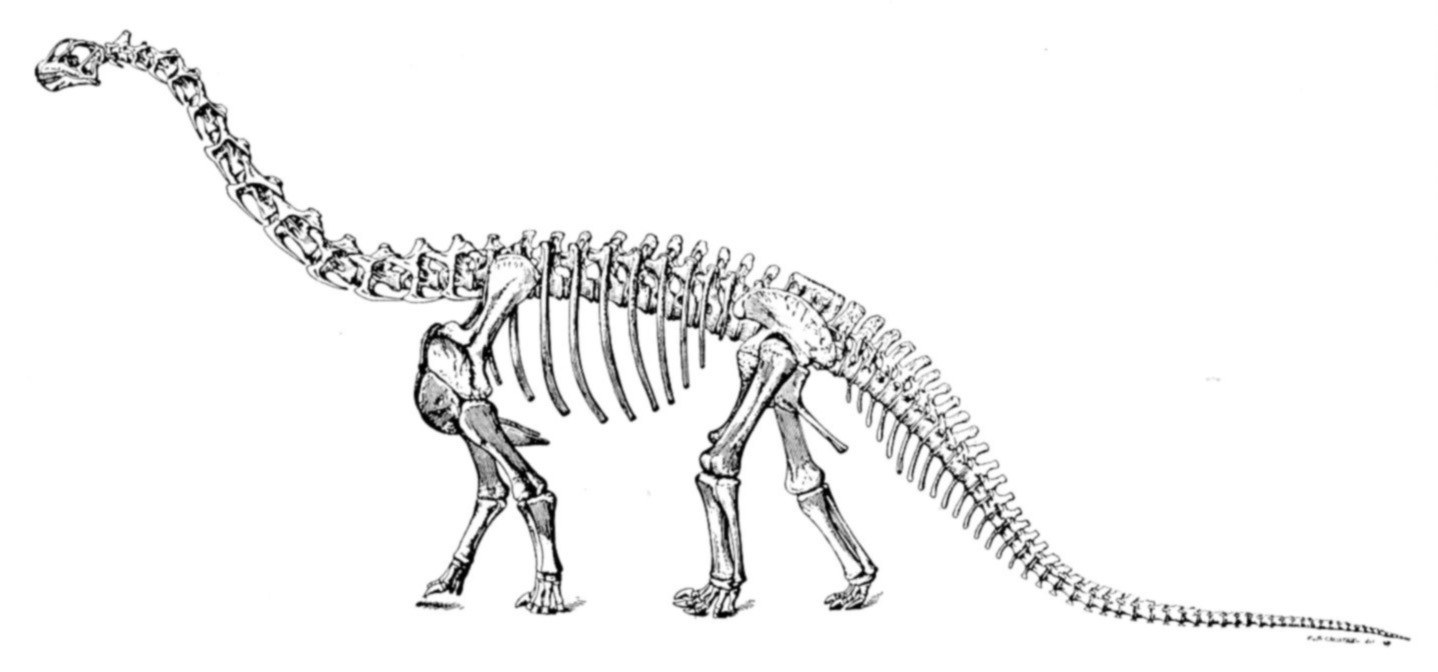
E.S. Christman's dibujo en lápiz de un esqueleto de Camarasaurus, 1921

Los pies del Camarasaurus tenían cinco dedos cada uno, con el dedo del pie interno con una garra afilada grande para la autodefensa. Como la mayoría de los saurópodos, las patas delanteras eran más cortas que las traseras, pero la alta posición de los hombros hacia que la espalda fuera relativamente plana. Como un elefante moderno, Camarasaurus parece haber tenido una cuña de tejido esponjoso en la base del talón, para apoyar el peso de una criatura tan grande. C. lewisi y C. grandis tenían radios más robustos que Venenosaurus.

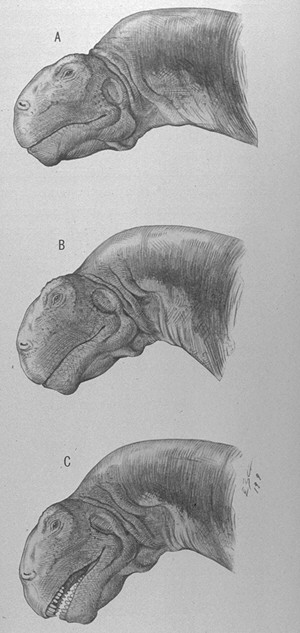
Representaciones de la cabeza de un Camarasaurus.

Las vértebras fueron especializadas, respondiendo al propósito del ahorro de peso, según lo visto en muchos saurópodos posteriores, algunas de las vértebras eran ahuecadas, sirviendo para ahorrar peso, como se ve en otros saurópodos, muchas de las vértebras fueron ahuecadas o neumáticas. Es decir, las vértebras estaban plagadas de pasajes y cavidades para un intrincado sistema de sacos de aire conectados a los pulmones. Esta característica fue poco entendida en el momento de que Camarasaurus fuera descubierto, pero su estructura fue la inspiración para el nombre de la criatura, que significa "lagarto de cámara". En algunos saurópodos, había proyecciones ascendentes largas en cada vértebra pero la ausencia de tales estructuras de la espina dorsal de Camarasaurus sugiere que no pudiera levantarse en sus patas traseras. El cuello y la cola eran más cortos que lo que generalmente se ve en saurópodos de este tamaño. Camarasaurus, como otros saurópodos, tenía un abultamiento de la médula espinal cerca de las caderas. Los paleontólogos creyeron originalmente esto era un segundo cerebro, quizás necesario para coordinar a una criatura tan enorme. La opinión moderna afirma que, mientras que pudo haber sido un área de actividad refleja nerviosa grande, no un cerebro. Sin embargo, esta ampliación era realmente más grande que el cerebro notable pequeño contenido en el cráneo en forma de cajón.

## Descubrimiento e investigación

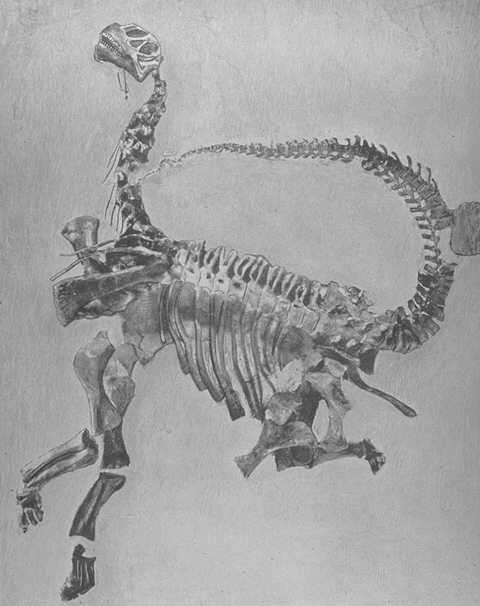
Ilustración de 1925 del primer esqueleto completo descubierto de un Camarasaurus.

Los primeros fósiles de Camarasaurus fueron hallados en Colorado, Estados Unidos, unas pocas vértebras dispersas fueron localizadas en Colorado , por Oramel W. Lucas. Fue nombrado por Edward Drinker Cope rápidamente en 1877. Más adelante durante la Guerra de los Huesos, Othniel Charles Marsh nombró al Morosaurus grandis, Archivado el 5 de agosto de 2016 en Wayback Machine. pero, la mayoría de los paleontólogos lo consideran actualmente un sinónimo de Camarasaurus. Tales conflictos de nombres eran comunes entre los dos cazadores de dinosaurios rivales. Como "Morosaurus" Marsh propuso dos especies en 1889 “M. lentus” y “M. agilis”. “M. lentus” fue reasignada a C. lentus en 1914 por Mook “M.agilis” fue asignada por Johnson en 1931 a “Camarosaurus agilis” y a C agilis por Steel en 1970. No fue hasta 1925, el año en que Charles Gilmore encontró el primer esqueleto completo del Camarasaurus en Norteamérica. Sin embargo, era el esqueleto de un Camarasaurus joven, por lo que en muchas ilustraciones de ese tiempo se lo suele representar mucho más pequeño de lo que era realmente.
La especie tipo de Camarasaurus es la especie original de Cope, C. supremus, que significa "el lagarto de cámara más grande", nombrada en 1877. Otras especies descubiertas incluyen C. grandis, que significa gran lagarto de cámara, de 1877, C. lentus en 1889 y C. lewisi, originalmente descrito como un nuevo género Cathetosaurus, en 1988. C. supremo, como su nombre indica, es la especie más grande conocida de Camarasaurus y uno de los saurópodos más masivos conocidos de la Formación Morrison del jurásico tardío. Excepto por su enorme tamaño, era casi indistinguible de C. lentus. C. supremo no era el típico del género en su conjunto, y sólo se conoce a partir de las partes últimas y más altas de la formación. Ambos C. grandis y C. lentus eran más pequeños así como presentes en las etapas más tempranas de Morrison.
La evidencia estratigráfica sugiere que la secuencia cronológica se alineó con las diferencias físicas entre las tres especies y describe una progresión evolutiva dentro de la Formación Morrison. C. grandis es la especie más antigua y se produjo en las capas de roca más bajas de la Formación Morrison. C. lentus apareció más tarde, coexistiendo con C. grandis durante varios millones de años, posiblemente debido a diferentes nichos ecológicos como lo sugieren las diferencias en la anatomía espinal de las dos especies. En una etapa posterior, C. grandis desapareció del registro de las rocas, dejando solamente C. lentus. Posteriormente C. lentus también desapareció, al mismo tiempo C. supremus apareció en las capas superiores. Esta sucesión inmediata de especies, así como la similitud muy estrecha entre las dos, sugiere que C. supremus puede haber evolucionado directamente de C. lentus, representando una población de animales más grandes, que sobrevivió más tarde. La especie Camarasaurus lewisi fue originalmente nombrada como Cathetosaurus lewisi y más tarde sinonimizado con Camarasaurus, un análisis de 2013 dividió a los dos géneros nuevamente.

## Clasificación
La clasificación científica de Camarasaurus, usando el sistema clasificación de linneano, se lo coloca dentro de la familia Camarasauridae, pero entre los paleontólogos, este método de clasificación taxonómica de dinosaurios está siendo suplantado por la cladística una taxonomía inspirada en la filogenética. Una versión simplificada de un árbol evolutivo de ramificación posible, demostrando la relación entre Camarasaurus y los otros grupos principales de sauropodos, se encuentra debajo. En él se considera a Camarasaurus como un miembro basal de Macronaria, más estrechamente vinculado al antepasado común de todos los macronarios que a las más formas derivadas como Brachiosaurus. 
Cladograma simplificado de 2012 de Macronaria según D'Emic:

|                | Brachiosauridae                                                                                |
|                |                                                                                                |
| Somphospondyli | \| \| Euhelopodidae \| \| \| \| \| \| Chubutisaurus \| \| \| \| \| \| Titanosauria \| \| \| \| |
|                | \| \| Euhelopodidae \| \| \| \| \| \| Chubutisaurus \| \| \| \| \| \| Titanosauria \| \| \| \| |
|                | Euhelopodidae                                                                                  |
|                |                                                                                                |
|                | Chubutisaurus                                                                                  |
|                |                                                                                                |
|                | Titanosauria                                                                                   |
|                |                                                                                                |

|  | Euhelopodidae |
|  |               |
|  | Chubutisaurus |
|  |               |
|  | Titanosauria  |
|  |               |

|                | Brachiosauridae                                                                                |
|                |                                                                                                |
| Somphospondyli | \| \| Euhelopodidae \| \| \| \| \| \| Chubutisaurus \| \| \| \| \| \| Titanosauria \| \| \| \| |
|                | \| \| Euhelopodidae \| \| \| \| \| \| Chubutisaurus \| \| \| \| \| \| Titanosauria \| \| \| \| |
|                | Euhelopodidae                                                                                  |
|                |                                                                                                |
|                | Chubutisaurus                                                                                  |
|                |                                                                                                |
|                | Titanosauria                                                                                   |
|                |                                                                                                |

|  | Euhelopodidae |
|  |               |
|  | Chubutisaurus |
|  |               |
|  | Titanosauria  |
|  |               |

|                | Brachiosauridae                                                                                |
|                |                                                                                                |
| Somphospondyli | \| \| Euhelopodidae \| \| \| \| \| \| Chubutisaurus \| \| \| \| \| \| Titanosauria \| \| \| \| |
|                | \| \| Euhelopodidae \| \| \| \| \| \| Chubutisaurus \| \| \| \| \| \| Titanosauria \| \| \| \| |
|                | Euhelopodidae                                                                                  |
|                |                                                                                                |
|                | Chubutisaurus                                                                                  |
|                |                                                                                                |
|                | Titanosauria                                                                                   |
|                |                                                                                                |

|  | Euhelopodidae |
|  |               |
|  | Chubutisaurus |
|  |               |
|  | Titanosauria  |
|  |               |

|                | Brachiosauridae                                                                                |
|                |                                                                                                |
| Somphospondyli | \| \| Euhelopodidae \| \| \| \| \| \| Chubutisaurus \| \| \| \| \| \| Titanosauria \| \| \| \| |
|                | \| \| Euhelopodidae \| \| \| \| \| \| Chubutisaurus \| \| \| \| \| \| Titanosauria \| \| \| \| |
|                | Euhelopodidae                                                                                  |
|                |                                                                                                |
|                | Chubutisaurus                                                                                  |
|                |                                                                                                |
|                | Titanosauria                                                                                   |
|                |                                                                                                |

|  | Euhelopodidae |
|  |               |
|  | Chubutisaurus |
|  |               |
|  | Titanosauria  |
|  |               |

### Especies deCamarasaurus

#### Especies válidas
- C. supremus (Cope, 1877)[8]
- C. grandis (Marsh, 1877 (originalmente Apatosaurus))[17]
- C. lentus (Marsh, 1889 (originally Morosaurus))[18]

#### Especies invalidas
- C. agilis (Marsh, 1889 (originalmente Morosaurus))=Smitanosaurus agilis[18][19]
- C. alenquerensis (Lapparent & Zybszewski, 1957(originalmente Apatosaurus))=Lourinhasaurus alenquerensis[20][21]
- C. annae (N.D.) (Ellinger, 1950)=C. supremus[22]
- C. diversidens (N.D.) (Cope, 1877c (originalmente Caulodon))=C. supremus[23]
- C. douglassi (Holland, 1919 (originalmente Uintasaurus))=C. supremus[24]
- C. impar (Marsh, 1878 (originalmente Morosaurus))=C. grandis[25]
- C. latus (Cope, 1877 (originalmente Amphicoelias))=C. grandis[23][26]
- C. leptodirus (Cope, 1879)=C. supremus[27]
- C. leptoganus (N.D.) (Cope, 1878 (originalmente Caulodon))=C. supremus[28]
- C. lewisi (Jensen, 1988) = Cathetosaurus[15][16]
- C. montanus (Marsh, 1896 (originalmente Pleurocoelus))=C. grandis[29]
- C. robustus (Marsh, 1878 (originalmente Morosaurus))=C. grandis[30]

## Paleobiología

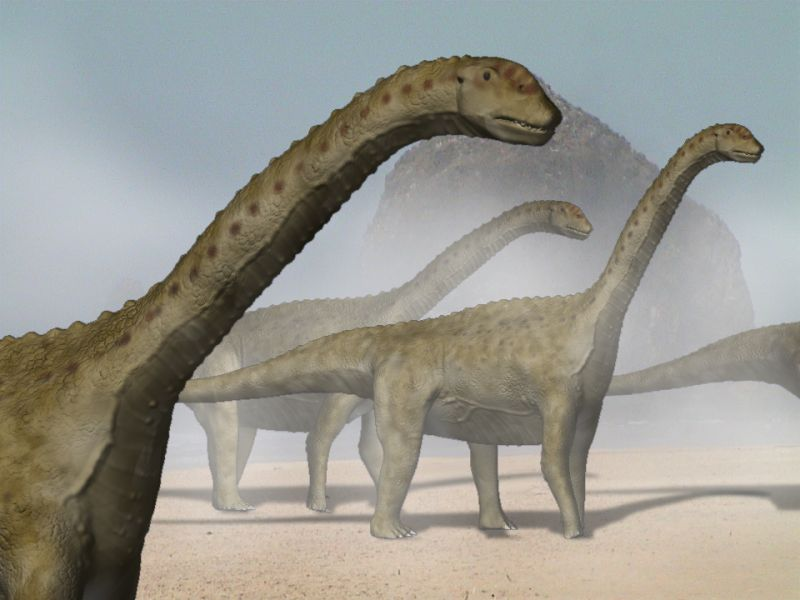
Recreación de una manada de Camarasaurus

Hay un registro fósil de dos adultos y de un joven de 12,2 metros de largo que murieron juntos en Wyoming, excavados por la división de paleontología vertebrada del Museo Historia Natural de la Universidad de Kansas y del Centro de la Biodiversidad, durante las expediciones de campo en 1997 y 1998. Se asume que sus cuerpos fueron arrastrados a su lugar de reposo final, por fango aluvial de una crecida en un río. Esto sugiere que Camarasaurus viajara en manadas o, por lo menos, en grupos familiares. También, los huevos recuperados del Camarasaurus se han encontrado en líneas, en vez de en grupos cuidadosamente dispuestos como con algunos otros dinosaurios, que aparece sugerir que, como la mayoría de los saurópodos, Camarasaurus no cuidaba a sus jóvenes. La histología de huesos largos permite a los investigadores estimar la edad que alcanzó un individuo específico. Un estudio de Griebeler et al. de 2013 examinó los datos histológicos de huesos largos y concluyó que el Camarasaurus sp. CM 36664 pesó 14,247 kilogramos, alcanzó la madurez sexual a los 20 años y murió a la edad de 26 años. Eagle et al. Realizó una termometría de isótopo agrupado sobre el esmalte que cubre los dientes de varios saurópodos jurásicos, incluyendo Camarasaurus. Se obtuvieron temperaturas de entre 32,4 a 36,9 °C, que es comparable a la de los mamíferos modernos.

### Paleopatología
Una pelvis de Camarasaurus recuperada del Monumento nacional Dinosaurio en Utah muestra marcas atribuidas a Allosaurus. En 1992, un esqueleto parcial de Camarasaurus grandis que fue descubierto en la mina pequeña de Stegosaurus de Bryan de la formación Morrison cerca de la ciudad de Cannon, Colorado. Este espécimen conservó un húmero parcial derecho catalogado como DMNH 2908, así como vértebras asociadas de la parte posterior y la cola.En 2001, Lorie McWhinney, Kenneth Carpenter y Bruce Rothschild publicaron una descripción de una patología observada en el húmero. Se observó una lesión juxtacortical 25 por 18 cm de ancho hecha de hueso que se asemejaba a fibras tejidas. Aunque el hueso tejido forma en hueso dental accesorio, En otros lugares es un signo de lesión o enfermedad. Se observaron los "haces fibrosos ondulados" del tejido óseo orientados en la dirección del Músculo braquial.La fusión de la lesión y la falta de porosidad en sus extremos cercanos y lejanos indican que la periostitis estaba inactiva o curada. McWhinney et al. sostuvieron que esta herida habría sido una fuente continua de dificultad para el animal. Habría ejercido presión sobre los músculos. Esta presión habría comprimido los vasos sanguíneos de los músculos y los nervios, reduciendo el rango de movimiento de los músculos flexores y extensores de ambos miembros. Este efecto habría impedido el M. braquial , M. músculo braquiorradial , y en menor grado las M. bíceps braquial a la posición de la lesión en el húmero.Los investigadores inferieron que la inflamación de los músculos y periostio habría causado complicaciones adicionales en la región inferior del miembro anterior también. La lesión también habría causado fasciitis a largo plazo y miositis. El efecto acumulativo de estos procesos patológicos tendría efectos moderados a severos en la capacidad de movimiento de la extremidad y "haría que las actividades cotidianas como el forrajeo de alimentos y la escasez de depredadores fueran más difíciles de lograr".
Para ayudar a determinar la causa de la patología, McWhinney et al. realizaron una tomografía computarizada en incrementos de 3 mm. La tomografía computarizada encontró que la masa tenía una radiodensidad consistente y se separó de la corteza del hueso por una línea radioeléctrica. No hay evidencia de fractura por estrés o procesos infecciosos como osteomielitis o periostitis infecciosa. También descartaron el osteocondroma porque el eje del espolón es de 25 grados con relación al eje vertical del húmero, mientras que un osteocondroma se habría formado a 90 grados del eje del húmero. Otros candidatos para el origen de la lesión son una osteoartropatía hipertrófica, a pesar de que esto fue descartado por la presencia de un proceso como espolón, un osteoma osteoidal que no explicaría la reacción espuela u osteoblástica, un síndrome de estrés tibial un posible origen, ya que muchos síntomas serían comunes, pero no explicaría el estímulo, miositis osificante traumática circumscripta, unauente posible, pero poco probable o una lesión por avulsión, McWhinney et al. consideraron que una lesión por avulsión causada por "esfuerzo excesivo repetitivo de los músculos" es la fuente más probable para la lesión en el húmero. Los investigadores creyeron que la lesión se originó con la avulsión del M. braquial que causaba la formación de "una masa elíptica inclinada descendente". El proceso óseo fue causado por una respuesta osteoblástica después de un rasgón en la base del músculo braquioradial causado por su movimiento del flexor.

## Paleoecología

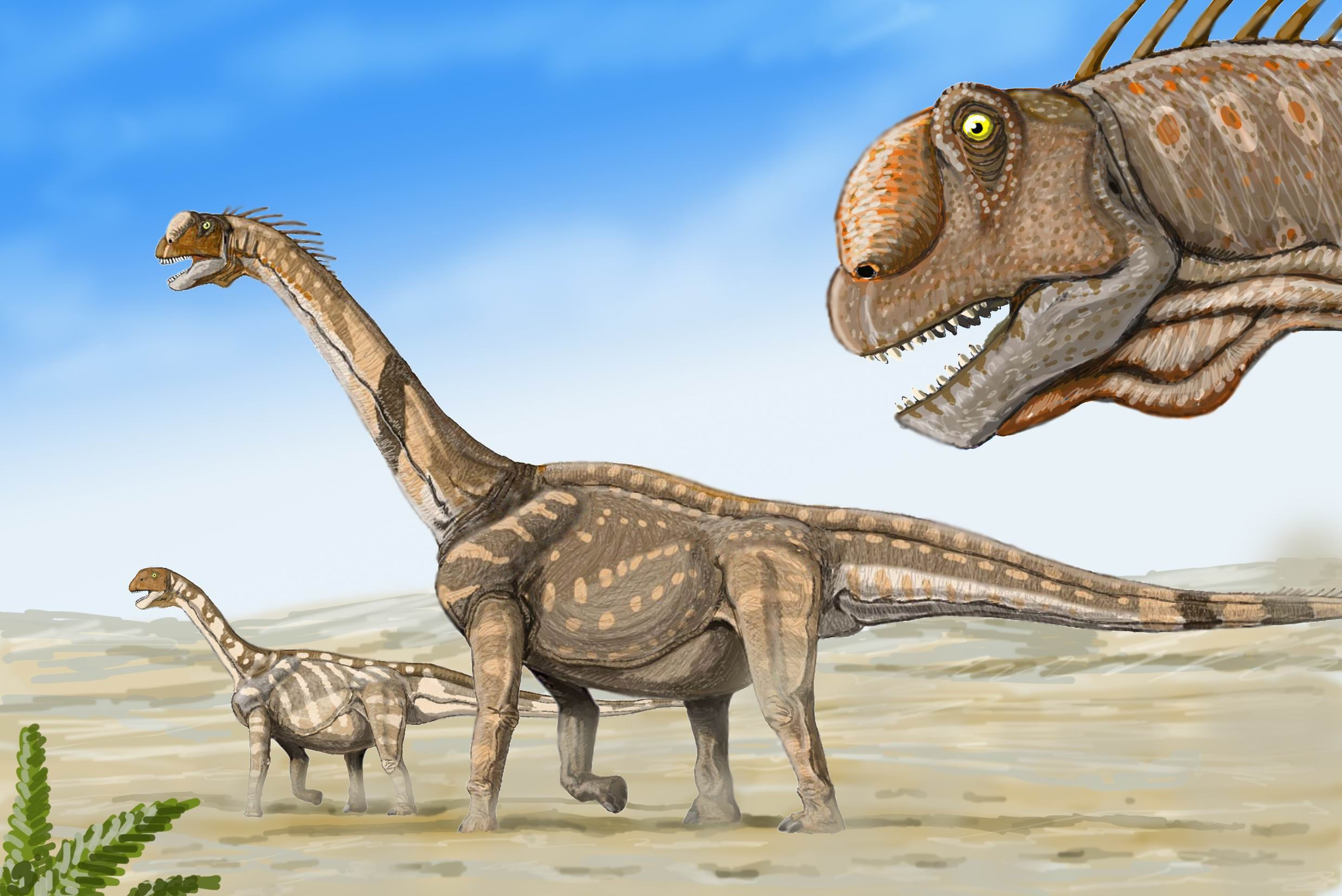
Reconstruccción de un Camarasaurus.

La formación Morrison, situada a lo largo del flanco del este de las montañas rocosas, es casera a un fósil rico estiramiento de la roca jurásica posterior. Un gran número de especies de dinosaurios se pueden encontrar aquí, incluyendo parientes de Camarasaurus como Diplodocus, Apatosaurus y Brachiosaurus. Pero los Camarasaurus son los más abundantes de los dinosaurios en la formación. Ha habido un número de esqueletos completos recuperados de Colorado, Nuevo México , Utah y Wyoming , encontrados generalmente en zonas estratigráficas 2-6. De acuerdo con la datación radiométrica, las capas sedimentarias de Morrison oscilan entre los 156,3 millones de años de antigüedad en la base, hasta 146,8 millones de años en la parte superior, lo que la sitúa en las últimas etapas de Oxfordiano , Kimmeridgiano y Titoniano temprano del período Jurásico Superior. Su medio ambiente se interpreta como semiárido con distintas estaciones húmedas y secas .
Dinosaurios y trazas de fósiles se encuentran particularmente en la cuenca de Morrison, que se extiende desde Nuevo México a Alberta y Saskatchewan y se formó cuando los precursores de la gama delantera de las Montañas Rocosas comenzaron a empujar hacia el oeste. El material erosionado de sus cuencas de drenaje orientadas hacia el este fue transportado por arroyos y ríos y depositado en tierras pantanosas, lagos, canales fluviales y llanuras inundables. La formación es similar en edad a la formación de la piedra caliza de Solnhofen en Alemania, a la Formación Lourinhã en Portugal y a la formación Tendaguru en Tanzania. En 1877 se convirtió en el centro de las guerras de los hueso.
La Formación Morrison registra un ambiente y tiempo dominado por gigantescos dinosaurios saurópodos como Barosaurus, Diplodocus, Apatosaurus, Brontosaurus y Brachiosaurus. Los dinosaurios que vivían junto a Camarasaurus incluían los ornitisquios herbívoros Camptosaurus, Gargoyleosaurus, Dryosaurus, Stegosaurus y Othnielosaurus. Los depredadores de este paleoambiente incluyeron los terópodos Saurophaganax, Torvosaurus, Ceratosaurus, Marshosaurus, Stokesosaurus, Ornitholestes y Allosaurus, que representó hasta el 75% de los especímenes terópodos, y estaba en el nivel trófico superior de la red de alimentos de Morrison. Camarasaurus se encuentra comúnmente en los mismos sitios como Allosaurus, Apatosaurus, Stegosaurus, y Diplodocus.
Otros organismos en esta región incluyeron bivalvos, caracoles, peces, ranas, salamandras, tortugas, esfenodontos, lagartos, cocodrilos terrestres y acuáticos y varias especies de pterosaurios como Harpactognathus y Mesadactylus. Los mamíferos tempranos presentes eran docodontos, como Docodon, multituberculados , simetrodontes, y triconodontos. La flora de la época ha sido revelada por fósiles de algas verdes , hongos, musgos, colas de caballo, cícadas , ginkgos y varias familias de coníferas. La vegetación varió de los bosques de helechos arborescentes y helechos tipo bosques de galería, a las sabanas del helecho con árboles ocasionales tales como la conífera parecida a la araucaria Brachyphyllum.